# Tana Rara
Tana Rara is een bestuurslaag in het regentschap West-Soemba van de provincie Oost-Nusa Tenggara, Indonesië. Tana Rara telt 1809 inwoners (volkstelling 2010).